# Joaquim Olmos Forés
Joaquim Olmos Forés (Benicarló, 15 de setembre de 1915 - Deltebre, 22 de febrer de 2002) va ser un ciclista valencià que fou professional entre 1939 i 1948. Els seus majors èxits esportius els aconseguí a la Volta ciclista a Espanya, on obtingué cinc victòries d'etapa. El 1991 va rebre la medalla Forjadors de la Història Esportiva de Catalunya.

## Palmarès
- 1941
  - Vencedor d'una etapa a la Volta a Catalunya
- 1942
  - Vencedor d'una etapa a la Volta a Espanya
- 1944
  - 1r al GP Futbol de Sobremesa
- 1945
  - 1r al GP Futbol de Sobremesa
  - Vencedor de 2 etapes a la Volta a Espanya
- 1946
  - 1r al GP Futbol de Sobremesa
  - Vencedor d'una etapa a la Volta a Espanya
- 1947
  - 1r a la Volta a Llevant
  - Vencedor d'una etapa a la Volta a Espanya

### Resultats a la Volta a Espanya
- 1942. 13è de la classificació general. Vencedor d'una etapa
- 1945. 12è de la classificació general. Vencedor de 2 etapes
- 1946. 15è de la classificació general. Vencedor d'una etapa
- 1947. 5è de la classificació general. Vencedor d'una etapa